# Dobrohošť, Dunajská Streda
Dobrohošť este o comună slovacă, aflată în districtul Dunajská Streda din regiunea Trnava. Localitatea se află la altitudinea de 122 m deasupra n.m., se întinde pe o suprafață de 4,7 km2 și în 2017 număra 496 de locuitori.

## Istoric
Localitatea Dobrohošť este atestată documentar din 1238.

## Demografie
| An:                | 1994 | 2004   | 2014    | 2024    |
| ------------------ | ---- | ------ | ------- | ------- |
| Număr de persoane: | 381  | 371    | 457     | 529     |
| Diferență:         |      | −2,62% | +23,18% | +15,75% |

| An:                | 2023 | 2024   |
| ------------------ | ---- | ------ |
| Număr de persoane: | 511  | 529    |
| Diferență:         |      | +3,52% |